# Qidian
Qidian (起点中文网; Qǐdiǎn Zhōngwén Wǎng) là một nền tảng xuất bản trực tuyến của Trung Quốc chuyên về tiểu thuyết mạng, thuộc sở hữu của công ty China Literature, một công ty con của Tencent. Đây là một trong những nền tảng văn học mạng lớn nhất và có ảnh hưởng nhất tại Trung Quốc.

## Lịch sử
Qidian được thành lập vào tháng 5 năm 2002 bởi một cộng đồng yêu thích văn học huyền huyễn mang tên Chinese Magic Fantasy Union, tiền thân là Fantasy Literature Association được thành lập vào năm 2001. Nền tảng này áp dụng hệ thống đọc trả phí từ tháng 10 năm 2003, và nhanh chóng thu hút được lượng lớn độc giả. Vào tháng 10 năm 2004, Qidian được mua lại bởi Shanda Interactive Entertainment. Đến tháng 7 năm 2008, Shanda thành lập công ty con Cloudary Corporation, và Qidian trở thành một phần trong hệ thống xuất bản kỹ thuật số của Cloudary. Năm 2015, Tencent mua lại Cloudary và thành lập China Literature, biến Qidian thành một phần trong mạng lưới dịch vụ nội dung kỹ thuật số lớn hơn.

## Đặc điểm
Qidian cho phép các tác giả độc lập đăng tải tiểu thuyết trực tuyến, với cơ chế đánh giá, bình chọn và trả phí theo chương. Nền tảng này bao gồm nhiều thể loại như tiên hiệp, đô thị, võ hiệp, khoa học viễn tưởng, lịch sử, và lãng mạn. Những tác phẩm phổ biến có thể được chuyển thể thành truyện tranh, phim truyền hình, hoặc trò chơi điện tử.

## Ảnh hưởng và quốc tế hóa
Qidian đã giúp định hình văn hóa tiểu thuyết mạng Trung Quốc và phát hiện nhiều tác giả nổi tiếng như Er Gen, I Eat Tomatoes, và Cuttlefish That Loves Diving. Một số tác phẩm đã được dịch sang tiếng Anh và các ngôn ngữ khác thông qua nền tảng Webnovel – phiên bản quốc tế của Qidian.

## Tranh cãi
Việc chuyển thể và bản quyền của các tiểu thuyết trên Qidian từng gây ra tranh cãi trong cộng đồng độc giả quốc tế, đặc biệt liên quan đến các điều khoản của Webnovel và quyền sở hữu trí tuệ giữa tác giả và nền tảng.